# 대야초등학교 광산분교
대야초등학교 광산분교는 대한민국 전북특별자치도 군산시 대야면 접산리에 있었던 공립 초등학교이다. 

## 학교 연혁
- 1934년 4월 16일 대야공립보통학교 부설 광산간이학교 설립
- 1944년 4월 1일 광산공립국민학교 개교
- 1996년 3월 1일 광산초등학교로 개칭
- 1999년 3월 1일 대야초등학교 광산분교장 격하
- 2023년 2월 28일 폐교[1]

## 참고 자료
- 대야초등학교광산분교장 - 한국교육학술정보원 학교알리미